# ماما في القسم (مسلسل)
ماما في القسم هو مسلسل تلفزيوني مصري عرض في رمضان 1431 هـ/2010م.

## قصة المسلسل
تدور أحداث المسلسل حول مدرس لغة عربية متقاعد يحاول إعادة العلاقات الطيبة بين تلاميذه السابقين ووالدتهم بعد أن تسوء نتيجة بعض الظروف، إضافة إلى تقديم معالجة وحلول لعدد من مشكلات المجتمع بأسلوب كوميدى ساخر.